# Эсутайский хребет
Эсута́йский хребе́т — горный хребет в Забайкальском крае России, расположенный в левобережье среднего течения реки Чикой (правого притока Селенги).
Хребет протягивается на 60 км в северо-восточном направлении от горы Асаканский Голец, где он соединяется с Асинским хребтом, до места слияния рек Чикой и Жергей. Максимальная ширина хребта (без отрогов) достигает 50 км. Преобладающие высоты составляют 1600—1900 м, высшая точка — Асаканский Голец (2071 м). От западного начала хребта отходят отроги, носящие самостоятельные названия (Куналей, Мергенский и Улентуйский хребты).
Хребет сложен породами преимущественно позднепалеозойского возраста. В рельефе преобладают среднегорья с более крутыми склонами в речных долинах. Преобладающие типы ландшафта: горная тайга, предгольцовые редколесья, гольцы.